# Porella ramentifissa
Porella ramentifissa là một loài rêu tản trong họ Porellaceae. Loài này được (Stephani ex Herzog) Swails miêu tả khoa học lần đầu tiên năm 1970.